# Keine Sorge, mir geht’s gut
Keine Sorge, mir geht’s gut (Je vais bien, ne t’en fais pas) ist ein französischer Spielfilm aus dem Jahr 2006 von Philippe Lioret, der seine Verfilmung des gleichnamigen Romans von Olivier Adam als „aufwühlenden, intelligenten Gefühlsthriller“ bezeichnet.

## Handlung
Nach ihrer Rückkehr aus den Ferien erfährt die 19-jährige Lili, dass ihr Bruder Loïc nach einem heftigen Streit mit dem Vater von zuhause weggegangen sei. Der Gleichmut, mit dem ihre Eltern sein Verschwinden hinnehmen, gepaart mit der Tatsache, dass sich ihr Bruder, zu dem sie eine enge Beziehung hatte, nicht bei ihr meldet, lassen Lili in eine schwere Depression fallen. Ihr Zustand verschlechtert sich zunehmend und als sie schließlich nicht mehr isst, wird sie in eine psychiatrische Klinik eingewiesen.
Ihr Zustand bessert sich, als sie endlich Briefe von ihrem Bruder bekommt. Er schreibt, dass er das eingeengte Vorstadtleben seiner Eltern satt habe und auf der Suche nach sich quer durch Frankreich fahre. Lili fängt wieder an zu essen und verlässt die Klinik. Allerdings ist in ihrem Leben nichts mehr wie zuvor; sie bricht ihre Ausbildung ab und arbeitet als Kassiererin im Supermarkt. Sie macht sich auf die Suche nach ihrem Bruder anhand der Spur, die seine Briefe und Karten hinterlassen haben. Eine Stütze dabei ist Thomas, ein guter Freund, in den sie sich im Laufe der Suche verliebt.
Als sie vorgibt, die Ferien auf dem Lande zu verbringen, dann aber doch in den Ort am Meer fährt, aus dem das letzte Lebenszeichen ihres Bruders kam, entdeckt Lili ihren Vater, wie er einen Brief einwirft, und sie versteht, dass er all die Briefe geschrieben hat. Sie ist wütend auf ihren Bruder, der sich nie bei ihr gemeldet hat, akzeptiert schließlich aber das Verhalten des Vaters, der ihr wahrscheinlich damit das Leben gerettet hat.
Beim Besuch des Grabes seiner Großmutter entdeckt Thomas schließlich durch Zufall das Grab von Loïc auf dem Friedhof des Ortes, in dem beide aufgewachsen waren. Er spricht mit Lilis Eltern und erfährt, dass Loïc bereits ein Jahr zuvor, während Lilis Urlaub, beim Klettern tödlich verunglückt ist und die Eltern dies vor Lili geheim gehalten haben, um sie zu schützen. Sie bitten Thomas, Lili die Wahrheit auch weiterhin vorzuenthalten. Er erklärt sie für verrückt, sagt aber tatsächlich nichts. Gleichzeitig findet Lili im Kofferraum ihres Vaters die Gitarre ihres Bruders und begreift, dass er nicht gegangen sein kann, da er diese nie zurückgelassen hätte.
Obwohl Lili und Thomas nun beide herausgefunden haben, was passiert ist, spricht keiner der beiden das Thema an, auch wenn sich nahezu ihr komplettes Denken und Handeln des vergangenen Jahres um Loïc gedreht hat. Sie überlegen sich, die Stadt zu verlassen und irgendwo ans Meer zu gehen.

## Kritiken
Ö1 schreibt, es sei das „gut versteckte Potenzial an Lügen, Täuschungen und Selbsttäuschungen, das diesen Film zu einem spannenden Suchrätsel macht, eine Familiengeschichte, die in Kleinigkeiten alltägliche Fallstricke aufspürt und unaufdringlich nach außen kehrt“ und die Kinozeitschrift Cinema befand, der Film sei ein „preisgekröntes, großartig gespieltes Familiendrama mit frappierender Auflösung“. Lioret habe „ebenso ein großes Familiendrama wie einen Thriller und Liebesfilm erschaffen“, urteilt das Deutschlandradio Kultur.
Die abfallende Spannung im zweiten Teil des Films und sein Ende wurden teilweise negativ angemerkt. Die Leistung von Mélanie Laurent als Lili wurde dagegen einhellig gefeiert. Deutschlandradio Kultur attestierte ihr, die Figur „mit einer seltenen Intensität“ zu verkörpern, „melancholisch, fast traumhaft abgehoben von der Welt und mit einem ungeheuren Liebreiz.“ Und laut Welt gelingt es ihr, „mit einer unglaublichen Intensität und einer großen Sparsamkeit der darstellerischen Mittel eine Wandlung zu verkörpern“.
Prisma bemerkt, dass „die Prämisse von Philippe Liorets Regiearbeit nicht hundertprozentig stimmig ist“, aber gute Darsteller und intensive Momente ein spannendes Werk zwischen Drama und Thriller schufen.

## Auszeichnungen
Für ihre Darstellung der Lili bekam Mélanie Laurent 2006 den begehrten Romy-Schneider-Preis und 2007 den César als „beste Nachwuchsdarstellerin“ sowie einen Étoile d’Or. Kad Merad wurde als bester Nebendarsteller ausgezeichnet; Lioret und Adam erhielten eine César-Nominierung für das „beste adaptierte Drehbuch“ und gewannen den Étoile d’Or. Julien Boisselier erhielt 2007 den Prix Lumières als bester Nachwuchsdarsteller.